# Раклица
Раклица ( Раклица) — село в Бургасской области Болгарии. Входит в состав общины Карнобат. Находится примерно в 13 км к северу от центра города Карнобат и примерно в 47 км к северо-западу от центра города Бургас. По данным переписи населения 2011 года, в селе  проживало 94 человека.

## Население
| Год     | 1934 | 1946 | 1956 | 1965 | 1975 | 1985 | 1992 | 2001 | 2011 |
| ------- | ---- | ---- | ---- | ---- | ---- | ---- | ---- | ---- | ---- |
| Жителей | 1048 | 1090 | 811  | 552  | 391  | 277  | 247  | 163  | 94   |

| Национальность | Человек | Процент |
| -------------- | ------- | ------- |
| болгары        | 75      | 79,79%  |
| цыгане         | 19      | 20,21%  |
| Всего ответов  | 94      |         |

|  |